# Philo (Ohio)
Philo és una població dels Estats Units a l'estat d'Ohio. Segons el cens del 2000 tenia 769 habitants.

## Demografia
Segons el cens del 2000, Philo tenia 769 habitants, 284 habitatges, i 201 famílies. La densitat de població era de 706,9 habitants per km².
Dels 284 habitatges en un 38% hi vivien nens de menys de 18 anys, en un 53,5% hi vivien parelles casades, en un 13,7% dones solteres, i en un 28,9% no eren unitats familiars. En el 24,6% dels habitatges hi vivien persones soles el 14,1% de les quals corresponia a persones de 65 anys o més que vivien soles. El nombre mitjà de persones vivint en cada habitatge era de 2,71 i el nombre mitjà de persones que vivien en cada família era de 3,25.
Per edats la població es repartia de la següent manera: un 32,5% tenia menys de 18 anys, un 6,9% entre 18 i 24, un 29,9% entre 25 i 44, un 17,9% de 45 a 60 i un 12,7% 65 anys o més.
L'edat mediana era de 34 anys. Per cada 100 dones de 18 o més anys hi havia 86,7 homes.
La renda mediana per habitatge era de 31.346 $ i la renda mediana per família de 35.938 $. Els homes tenien una renda mediana de 27.039 $ mentre que les dones 20.000 $. La renda per capita de la població era de 17.057 $. Aproximadament el 12,5% de les famílies i el 15,5% de la població estaven per davall del llindar de pobresa.

## Poblacions més properes
El següent diagrama mostra les poblacions més properes.